# بني تميم (تعز)
بني تميم هي إحدى قرى الجمهورية اليمنية. تتبع جغرافيا لمحافظة تعز وإداريًا لمديرية سامع. يبلغ تعداد سكانها 2133 نسمة حسب الإحصاء الذي أجري عام 2004.